# Brattfors, Ockelbo kommun

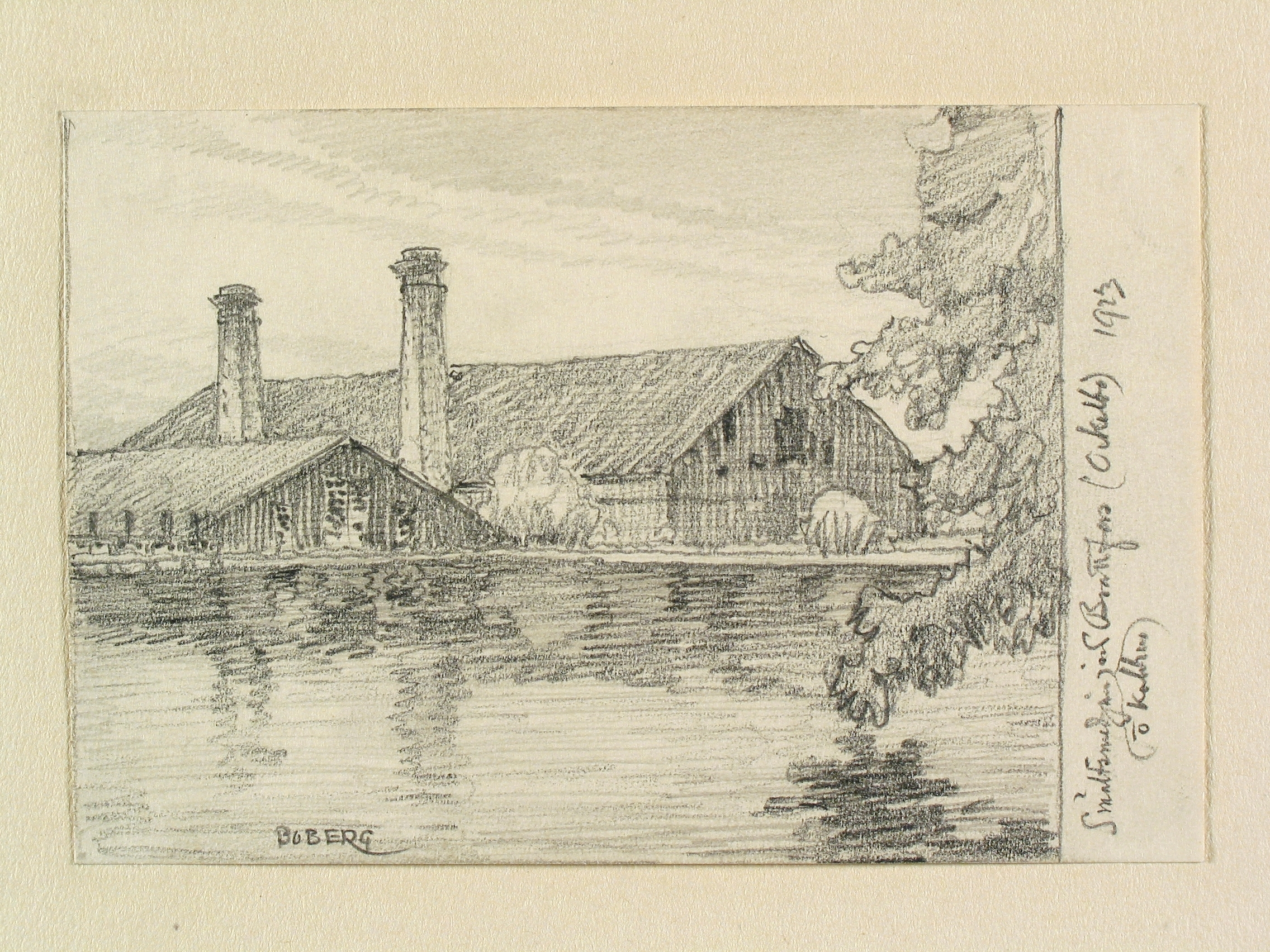
Smältsmedjan vid Brattfors bruk, teckning från 1923 av Ferdinand Boberg

Brattfors är ett före detta järnbruk i Ockelbo socken, Ockelbo kommun, Gävleborgs län (Gästrikland).
Brattfors bruk anlades år 1675, och kom från början, tillsammans med Åbron och Viksjö att ingå i den grupp järnbruk som kallades Ockelboverken. I Brattfors byggdes två stångjärnssmedjor för tysksmide. År 1865 infördes lancashiresmide och en mumblingshammare installerades i den övre smedjan. Efter att Åbro masugn nedlagts 1857 kom tackjärnet istället att levereras från Jädraås masugn. I Brattfors bearbetades tackjärnet till smältstycken, varefter dessa skickades till Wij bruk för att bearbetas till slutprodukt. Den nedre smedjan lades ned 1865. År 1912 flyttades smältstycke- och råskensverket från Brattfors till Jädraås. Den övriga verksamheten vid bruket minskade sedan, för att i maj 1919 helt upphöra.
Idag finns lämningarna efter den övre smedjan kvar med rester av hammaren och delar av vattenhjulet. Vidare finns lämningar efter ett kolhus och andra byggnader som hörde till bruket. Förvaltarbostaden och fem stycken arbetarbostäder är också bevarade.